# Elecciones presidenciales de Colombia de 1998
Las elecciones presidenciales de Colombia de 1998 llevaron a la presidencia al candidato del Partido Conservador Colombiano Andrés Pastrana, cuyo principal rival fue Horacio Serpa Uribe del Partido Liberal Colombiano.

## Antecedentes
La campaña presidencial estuvo enmarcada por el escándalo del Proceso 8000 y por la cruenta arremetida de las FARC en el último año del mandato de Ernesto Samper. En ese escenario, los sondeos de opinión coincidían al principio de la campaña en el favoritismo del general Harold Bedoya, excomandante de las Fuerzas Militares, y ahora opositor de Samper. En segundo lugar se ubicaba el ministro del Interior y gran defensor de la inocencia del presidente, Horacio Serpa (del Partido Liberal). Posteriormente aparecían el fiscal general Alfonso Valdivieso (también liberal), el excandidato conservador Andrés Pastrana, la diplomática y excanciller Noemí Sanín (también conservadora) y el exalcalde de Bogotá Antanas Mockus.

## Candidaturas

### Candidatura Liberal
El liberalismo se hallaba dividido entre los defensores (Serpa) y opositores (Valdivieso) del presidente, y ante la imposibilidad legal de ejecutar una consulta popular que dirimiera el conflicto, se realizó una convención nacional en la que Horacio Serpa fue elegido con el 75% de los votos como jefe y candidato único del Partido Liberal a la Presidencia.

### Candidatura Conservadora
En el Partido Conservador, ante el favoritismo del excandidato Pastrana, y la decisión de Noemí Sanín de postular como independiente, el sector liderado por el senador antioqueño Fabio Valencia Cossio decide ponerle en el camino un rival a Pastrana para tener un margen de negociación y apoya al exministro de Minas y Energía y Senador Juan Camilo Restrepo, quien en la convención nacional de su partido, si bien no ganó (no se veía como posible esa opción), obtuvo alrededor del 40% de los votos. Pastrana fue elegido candidato conservador.

### La Gran Alianza por el Cambio
Tras la proclamación de Pastrana en el conservatismo, y la derrota de Valdivieso en el liberalismo, estos dos sectores empezaron acercamientos para buscar la coalición de los dos grupos, en rechazo a la candidatura gobiernista de Serpa. Luego de varias reuniones entre los líderes de los dos grupos, Valdivieso adhirió a la candidatura de Pastrana y el pacto se selló proclamando la Gran Alianza por el Cambio, para dar a entender que se trataba de una candidatura suprapartidista. Dicha alianza sería el origen del que más tarde se conocería como el Partido Cambio Radical.

### Sondeos
A estas alturas de la contienda los sondeos de opinión habían dado un vuelco total; el general Bedoya había sido desalojado del primer lugar luego de que el público advirtiera que en su campaña faltaba el equipo y el plan de gobierno que consolidaran las esperanzas que se habían puesto en su candidatura, y ahora aparecía relegado detrás de Pastrana y Serpa (que acumulaban la mayoría del electorado) y disputando la tercera plaza con Sanín y Mockus.

### La Coalición de los Independientes
Ante la precaria situación de las candidaturas independientes, los candidatos Noemí Sanín, Antanas Mockus y el recién postulado Carlos Lleras de La Fuente (exembajador en USA e hijo del expresidente Carlos Lleras Restrepo) deciden unificar sus candidaturas y realizan una convención en la que Sanín alcanza más del 70% del respaldo, frente a poco más del 20% para Mockus, y una cantidad residual a favor de Lleras. Desde ese momento, Sanín se convierte en la abanderada de los sectores independientes a los partidos tradicionales en la campaña presidencial; quedando así definidos los candidatos que finalmente se enfrentarían en la primera vuelta.

## Candidatos
La siguiente es la lista de candidatos inscritos con representación en el Congreso (por orden alfabético).
| Partido y/o Coalición | Partido y/o Coalición | Fórmula presidencial | Fórmula presidencial                                    | Cargos públicos | Fórmula vicepresidencial | Fórmula vicepresidencial            | Cargos públicos |
| --------------------- | --------------------- | -------------------- | ------------------------------------------------------- | --- | ------------------------ | ----------------------------------- | --- |
|                       |                       |                      | Andrés Pastrana 43 años AbogadoLemaː El cambio es ahora | - Concejal de Bogotá (1984-1986) - Alcalde de Bogotá (1988-1990) - Senador de la República (1991-1993) |                          | Gustavo Bell 41 años Abogado        | - Gobernador de Atlántico (1992-1994)                                                                                              |
|                       |                       |                      | Horacio Serpa 55 años Abogado                           | - Representante a la Cámara (1978-1986) - Senador de la República (1986-1990) - Ministro de Gobierno (1990) - Copresidente de la Asamblea Nacional Constituyente (1991) - Ministro del Interior (1994-1997) |                          | María Emma Mejía 44 años Periodista | - Embajadora de Colombia en España (1993-1995) - Ministra de Educación (1995-1996) - Ministra de Relaciones Exteriores (1996-1997) |
|                       | Sí, Colombia          |                      | Noemí Sanín 48 años Abogada                             | - Ministra de Comunicaciones (1983-1986) - Ministra de Relaciones Exteriores (1991-1994) |                          | Antanas Mockus 46 años Matemático   | - Alcalde Mayor de Bogotá (1995-1997)                                                                                              |

## Resultados

### Primera Vuelta

Fórmula más votada por departamento:
Horacio Serpa - María Emma Mejía
Andrés Pastrana - Gustavo Bell
Noemí Sanín - Antanas Mockus

|                           | Candidato presidencial         | Candidato vicepresidencial     | Partido o movimiento      | Partido o movimiento                                                                                             | Votos      | %       |
| ------------------------- | ------------------------------ | ------------------------------ | ------------------------- | --- | ---------- | ------- |
|                           | Horacio Serpa Uribe            | María Emma Mejía Vélez         |                           | Partido Liberal Colombiano                                                                                       | 3 647 007  | 34.59%  |
|                           | Andrés Pastrana Arango         | Gustavo Adolfo Bell Lemus      |                           | Gran Alianza por el Cambio - Partido Conservador Colombiano, Movimiento Nueva Fuerza Democrática y Movimiento 98 | 3 613 278  | 34.34%  |
|                           | Noemí Sanín Posada             | Antanas Mockus Sivickas        |                           | Sí, Colombia | 2 825 706  | 26.88%  |
|                           | Harold Bedoya Pizarro          | Jorge García Hurtado           |                           | Fuerza Colombia                                                                                                  | 192 173    | 1.83%   |
|                           | Beatriz Cuellar de Ríos        | Irmo Howard Robinson           |                           | Movimiento Unión Cristiana                                                                                       | 30 832     | 0.29%   |
|                           | Germán Rojas Niño              | Manuel Medina Pareja           |                           | Movimiento 19 de Abril                                                                                           | 16 702     | 0.16%   |
|                           | Jorge Hernán Betancur Aguillar | Ángel Humberto Rojas Cuesta    |                           | Movimiento Unitario Metapolítico                                                                                 | 13 892     | 0.13%   |
|                           | Jesús Antonio Lozano Asprilla  | Hilda María Espinosa Oliveros  |                           | Movimiento Nacional de las Comunidades Negras                                                                    | 11 834     | 0.11%   |
|                           | Jorge Pulecio                  | Gustavo Navia                  |                           | Movimiento de Participación Popular                                                                              | 11 500     | 0.11%   |
|                           | Guillermo Alemán               | Marilyn Patricia Gómez Agudelo |                           | Movimiento Orientación Ecológica                                                                                 | 9 885      | 0.09%   |
|                           | Efraín Díaz Valderrama         | Álvaro Pinto Rodríguez         |                           | Movimiento Ciudadanos en Formación                                                                               | 9 225      | 0.09%   |
|                           | Guillermo Nanneti Valencia     | Nelson Fredy Osorio Andrade    |                           | Movimiento Nacional Progresista - Coalición por la Paz                                                           | 8 862      | 0.08%   |
|                           | Francisco Córdoba Zartha       | José Elver Muñoz Barrera       |                           | Movimiento Séptima Papeleta                                                                                      | 5 891      | 0.06%   |
| Votos en blanco           | Votos en blanco                | Votos en blanco                | Votos en blanco           | Votos en blanco                                                                                                  | 122 240    | 1.16%   |
| Votos Válidos             | Votos Válidos                  | Votos Válidos                  | Votos Válidos             | Votos Válidos | 10 507 546 | 100.00% |
| Votos nulos               | Votos nulos                    | Votos nulos                    | Votos nulos               | Votos nulos | 79 424     |         |
| Total de votos escrutados | Total de votos escrutados      | Total de votos escrutados      | Total de votos escrutados | Total de votos escrutados                                                                                        | 10 664 155 |         |

#### Por departamento
| Departamento       | Horacio Serpa / María E. Mejía | Horacio Serpa / María E. Mejía | Andrés Pastrana / Gustavo Bell | Andrés Pastrana / Gustavo Bell | Noemí Sanín / Antanas Mockus | Noemí Sanín / Antanas Mockus |        |
| Departamento       | Votos                          | %                              | Votos                          | %                              | Votos                        | %                            |        |
| ------------------ | ------------------------------ | ------------------------------ | ------------------------------ | ------------------------------ | ---------------------------- | ---------------------------- | ------ |
| Departamento       | Amazonas                       | 4 510                          | 42.29%                         | 3 242                          | 30.40%                       | 1 805                        | 16.93% |
| Antioquia          | 289 474                        | 23.19%                         | 457 788                        | 36.53%                         | 448 288                      | 35.84%                       |        |
| Arauca             | 16 003                         | 44.39%                         | 8 360                          | 23.22%                         | 7 326                        | 20.18%                       |        |
| Atlántico          | 219 333                        | 50.40%                         | 130 560                        | 29.77%                         | 72 664                       | 16.69%                       |        |
| Bogotá             | 536 161                        | 27.21%                         | 501 212                        | 25.99%                         | 795 677                      | 41.27%                       |        |
| Bolívar            | 151 417                        | 46.54%                         | 106 231                        | 32.31%                         | 57 789                       | 17.62%                       |        |
| Boyacá             | 120 090                        | 31.81%                         | 159 591                        | 42.25%                         | 77 835                       | 20.63%                       |        |
| Caldas             | 84 820                         | 23.16%                         | 169 894                        | 46.36%                         | 93 491                       | 25.58%                       |        |
| Caquetá            | 10 422                         | 22.96%                         | 17 381                         | 38.33%                         | 9 095                        | 20.11%                       |        |
| Casanare           | 28 548                         | 46.55%                         | 9 937                          | 16.03%                         | 16 222                       | 26.05%                       |        |
| Cauca              | 104 218                        | 42.26%                         | 82 433                         | 33.50%                         | 46 342                       | 18.65%                       |        |
| Cesar              | 100 952                        | 50.02%                         | 69 426                         | 34.40%                         | 23 681                       | 11.73%                       |        |
| Chocó              | 43 434                         | 66.83%                         | 14 480                         | 22.28%                         | 2 145                        | 3.30%                        |        |
| Consulados         | 12 244                         | 30.63%                         | 14 091                         | 35.25%                         | 10 569                       | 26.44%                       |        |
| Córdoba            | 174 352                        | 53.53%                         | 118 022                        | 36.24%                         | 22 587                       | 6.94%                        |        |
| Cundinamarca       | 177 319                        | 29.06%                         | 218 555                        | 35.82%                         | 182 432                      | 29.90%                       |        |
| Guainía            | 2 283                          | 54.84%                         | 700                            | 16.81%                         | 947                          | 22.75%                       |        |
| Guaviare           | 2 086                          | 26.12%                         | 2 863                          | 35.85%                         | 2 448                        | 30.65%                       |        |
| Huila              | 76 820                         | 30.22%                         | 119 536                        | 47.02%                         | 45 594                       | 17.94%                       |        |
| La Guajira         | 56 029                         | 54.33%                         | 33 629                         | 32.61%                         | 9 740                        | 9.45%                        |        |
| Magdalena          | 117 426                        | 50.38%                         | 75 641                         | 32.45%                         | 31 581                       | 13.67%                       |        |
| Meta               | 49 561                         | 29.57%                         | 54 730                         | 32.65%                         | 55 351                       | 33.02%                       |        |
| Nariño             | 87 859                         | 27.90%                         | 147 054                        | 46.70%                         | 72 222                       | 22.93%                       |        |
| Norte de Santander | 111 652                        | 33.30%                         | 155 046                        | 46.24%                         | 54 427                       | 16.23%                       |        |
| Putumayo           | 12 199                         | 33.92%                         | 16 006                         | 44.51%                         | 6 834                        | 19.00%                       |        |
| Quindío            | 57 699                         | 32.73%                         | 56 377                         | 33.23%                         | 54 562                       | 30.95%                       |        |
| Risaralda          | 59 095                         | 20.48%                         | 129 894                        | 45.03%                         | 83 181                       | 28.83%                       |        |
| San Andrés         | 6 393                          | 44.67%                         | 3 252                          | 22.72%                         | 4 091                        | 28.58%                       |        |
| Santander          | 331 512                        |                                | 213 566                        |                                | 111 500                      |                              |        |
| Sucre              | 6 393                          | 55.32%                         | 60 807                         | 32.57%                         | 18 521                       | 9.92%                        |        |
| Tolima             | 154 334                        | 40.75%                         | 137 716                        | 36.36%                         | 72 410                       | 19.12%                       |        |
| Valle del Cauca    | 363 475                        | 32.46%                         | 341 660                        | 30.52%                         | 342 410                      | 30.58%                       |        |
| Vaupés             | 2 254                          | 58.01%                         | 1 095                          | 28.18%                         | 298                          | 7.67%                        |        |
| Vichada            | 4 031                          | 71.85%                         | 796                            | 14.18%                         | 556                          | 9.91%                        |        |
| Fuente: El Tiempo  |                                |                                |                                |                                |                              |                              |        |

### Segunda Vuelta

Fórmula más votada por departamento:
Horacio Serpa - María Emma Mejía
Andrés Pastrana - Gustavo Bell

|                           | Candidato presidencial    | Candidato vicepresidencial | Partido o movimiento      | Partido o movimiento                                                                                             | Votos      | %       |
| ------------------------- | ------------------------- | -------------------------- | ------------------------- | --- | ---------- | ------- |
|                           | Andrés Pastrana Arango    | Gustavo Adolfo Bell Lemus  |                           | Gran Alianza por el Cambio - Partido Conservador Colombiano, Movimiento Nueva Fuerza Democrática y Movimiento 98 | 6 114 752  | 50.39%  |
|                           | Horacio Serpa Uribe       | María Emma Mejía Vélez     |                           | Partido Liberal Colombiano                                                                                       | 5 658 518  | 46.53%  |
| Votos en blanco           | Votos en blanco           | Votos en blanco            | Votos en blanco           | Votos en blanco                                                                                                  | 372 749    | 3.09%   |
| Votos Válidos             | Votos Válidos             | Votos Válidos              | Votos Válidos             | Votos Válidos | 12 079 975 | 100.00% |
| Votos nulos               | Votos nulos               | Votos nulos                | Votos nulos               | Votos nulos | 108 299    |         |
| Tarjetas no marcadas      | Tarjetas no marcadas      | Tarjetas no marcadas       | Tarjetas no marcadas      | Tarjetas no marcadas                                                                                             | 86 649     |         |
| Total de votos escrutados | Total de votos escrutados | Total de votos escrutados  | Total de votos escrutados | Total de votos escrutados                                                                                        | 12 274 923 |         |

#### Por departamento
Les hace falta el departamento de Santander y Norte de Santander
| Departamento       | Andrés Pastrana / Gustavo Bell | Andrés Pastrana / Gustavo Bell | Horacio Serpa / María E. Mejía | Horacio Serpa / María E. Mejía |        |
| Departamento       | Votos                          | %                              | Votos                          | %                              |        |
| ------------------ | ------------------------------ | ------------------------------ | ------------------------------ | ------------------------------ | ------ |
| Departamento       | Amazonas                       | 4 934                          | 42.21%                         | 6 333                          | 54.18% |
| Antioquia          | 890 266                        | 61.22%                         | 487 279                        | 33.51%                         |        |
| Arauca             | 16 796                         | 36.33%                         | 25 742                         | 55.68%                         |        |
| Atlántico          | 211 774                        | 37.53%                         | 337 558                        | 59.83%                         |        |
| Bogotá             | 1 031 065                      | 49.19%                         | 943 825                        | 45.03%                         |        |
| Bolívar            | 170 255                        | 41.31%                         | 230 468                        | 55.92%                         |        |
| Boyacá             | 237 670                        | 54.20%                         | 184 742                        | 42.13%                         |        |
| Caldas             | 265 132                        | 65.11%                         | 123 512                        | 30.33%                         |        |
| Caquetá            | 36 777                         | 62.39%                         | 19 317                         | 32.77%                         |        |
| Casanare           | 19 150                         | 27.36%                         | 47 213                         | 67.46%                         |        |
| Cauca              | 127 658                        | 42.57%                         | 157 587                        | 52.55%                         |        |
| Cesar              | 93 880                         | 40.00%                         | 135 030                        | 57.53%                         |        |
| Chocó              | 18 344                         | 23.15%                         | 58 513                         | 73.85%                         |        |
| Córdoba            | 158 836                        | 39.23%                         | 238 478                        | 58.90%                         |        |
| Cundinamarca       | 373 121                        | 52.74%                         | 302 232                        | 42.72%                         |        |
| Guainía            | 1 193                          | 28.70%                         | 2 792                          | 67.16%                         |        |
| Guaviare           | 6 018                          | 57.63%                         | 3 793                          | 36.32%                         |        |
| Huila              | 170 336                        | 57.16%                         | 117 915                        | 39.57%                         |        |
| La Guajira         | 47 579                         | 37.11%                         | 77 042                         | 60.09%                         |        |
| Magdalena          | 113 473                        | 40.18%                         | 161 244                        | 57.10%                         |        |
| Meta               | 98 363                         | 50.98%                         | 86 077                         | 44.61%                         |        |
| Nariño             | 236 419                        | 59.32%                         | 146 151                        | 36.67%                         |        |
| Norte de Santander | 221 104                        | 56.69%                         | 160 584                        | 41.17%                         |        |
| Putumayo           | 25 329                         | 55.49%                         | 18 078                         | 39.61%                         |        |
| Quindío            | 97 297                         | 49.20%                         | 89 671                         | 45.35%                         |        |
| Risaralda          | 209 670                        | 64.97%                         | 97 791                         | 30.31%                         |        |
| San Andrés         | 5 374                          | 33.76%                         | 9 983                          | 62.72%                         |        |
| Santander          | 297 196                        | 42.13%                         | 415 865                        | 58.96%                         |        |
| Sucre              | 83 445                         | 35.93%                         | 143 770                        | 61.91%                         |        |
| Tolima             | 203 598                        | 46.02%                         | 220 925                        | 49.49%                         |        |
| Valle del Cauca    | 621 180                        | 49.01%                         | 576 520                        | 45.49%                         |        |
| Vaupés             | 1 559                          | 33.13%                         | 3 029                          | 64.36%                         |        |
| Vichada            | 1 298                          | 19.44%                         | 5 180                          | 77.59%                         |        |

## Influencia del conflicto armado en elecciones
El 15 de diciembre de 2008, el extraditado jefe paramilitar alias Jorge 40 señaló ante la sala penal de la Corte Suprema de Justicia de Colombia que los entonces comandantes de las Autodefensas Unidas de Colombia (AUC), los Castaño habían interferido en elecciones de 1998. Las órdenes de Castaño eran obligar a los electores para que votaran por Horacio Serpa Uribe, pero que en la segunda vuelta se dio un giro y se ordenó que todos los votantes, incluidos los liberales, votaran por el candidato conservador Andrés Pastrana Arango. El cambio se habría dado debido a que emisarios de Pastrana habrían hablado con los comandantes de las AUC para comprometerse asegurando que una vez se tuviera avanzado el proceso de paz con la guerrilla de las FARC-EP, el gobierno Pastrana adelantaría conversaciones con las autodefensas.